# Julius Theodor Erbstein
Julius Theodor Erbstein (* 23. März 1803 in Meißen; † 4. Oktober 1882 in Dresden) war ein deutscher Archivar und Numismatiker.

## Leben

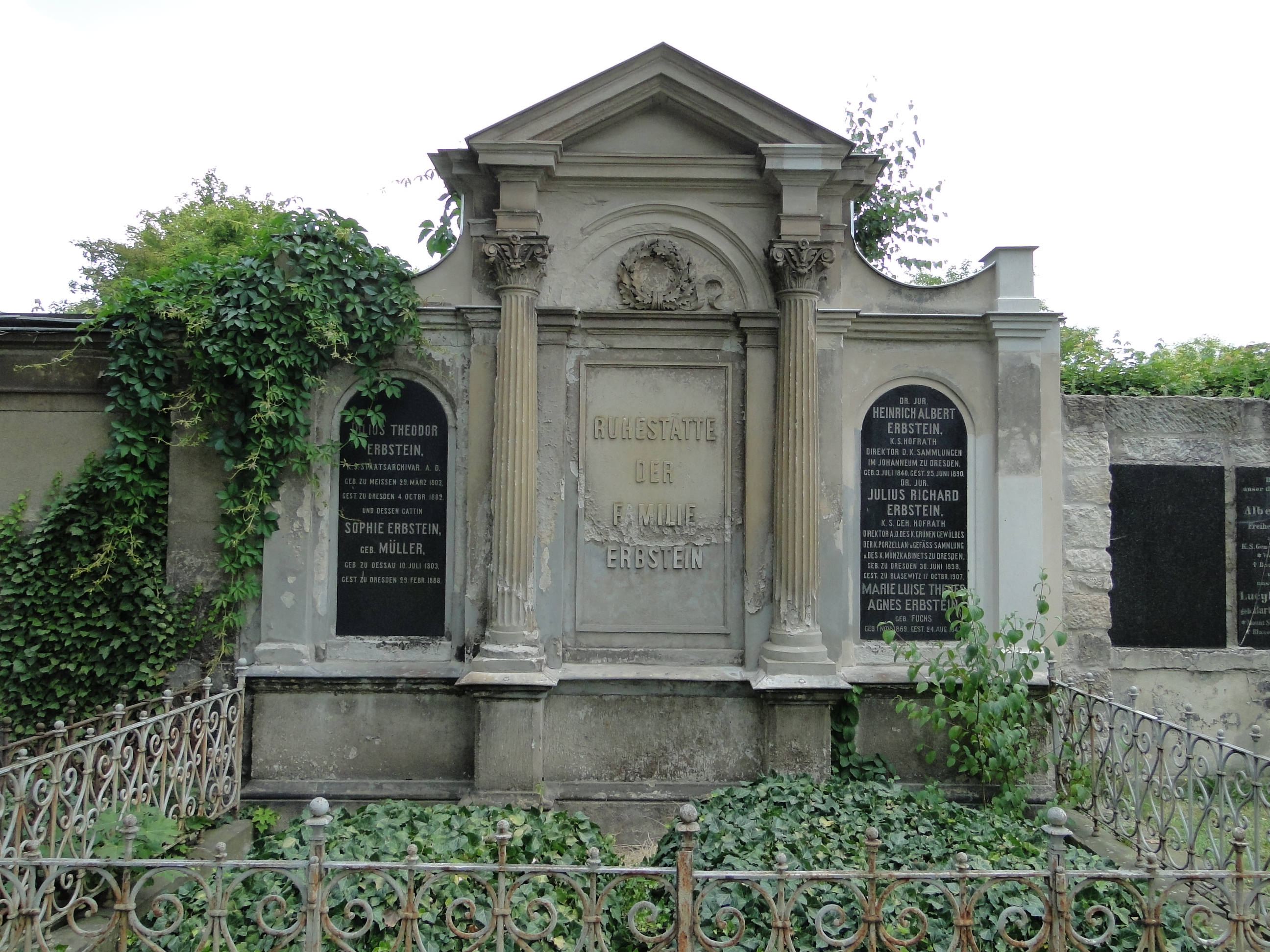
Grab von Julius Theodor Erbstein auf dem Trinitatisfriedhof

Julius Theodor Erbstein, Sohn des Buchhändlers, Historikers und Numismatikers Karl Friedrich Wilhelm Erbstein, studierte von 1822 bis 1826 an der Universität Leipzig Rechtswissenschaften. Anschließend war er in Dresden als Rechtsanwalt und Notar tätig. Von 1834 bis 1836 war er Redakteur der Gesetze und Verordnungen des Königreiches Sachsen. Seit 1839 arbeitete er als Archivar am Hauptstaatsarchiv in Dresden, zunächst als 2. Archivar, von 1849 bis zu seinem Ruhestand 1861 als 1. Archivar.
Seine Söhne Julius und Albert Erbstein wurden beide bekannte Numismatiker und Direktoren von Museen in Dresden. Beigesetzt wurden er und seine Söhne in der Familiengrabstätte Erbstein auf dem Dresdner Trinitatisfriedhof.

## Veröffentlichungen (Auswahl)
- Übersicht der zur Regierungsgeschichte des Herzogs Albrecht des Beherzten von Sachsen gehörigen Münzen. In:  Friedrich Albert von Langenn: Herzog Albrecht der Beherzte. Leipzig 1838, S. 574–605
- Verzeichnis des numismatischen Nachlasses Herrn Moritz August Wilhelm von Zehmen, Domherrn zu Merseburg. Dresden 1838
- Der Brakteatenfund zu Wolkenberg bei Spremberg/Niederlausitz. Görlitz 1846.
- Alphabetisches Verzeichnis der bei der Bibliothek des Kgl. Sächsischen Altertumsvereins zu Dresden vorhandenen Handschriften, Druckschriften und Landkarten. Dresden 1849
- Katalog der Vereinsbibliothek für den Kgl. Sächsischen Verein für Erforschung und Erhaltung vaterländischer Alterthümer. Dresden 1849